# 贝尔纳多·奥希金斯勋章
贝尔纳多·奥希金斯勋章（西班牙語：Orden de Bernardo O'Higgins）是智利政府设立的勋章。授予在艺术、科学、教育、实业、商业、人权及社会合作方面贡献突出的外国公民。它以智利民族独立运动领袖及独立后首任最高执政长官贝尔纳多·奥希金斯的名字命名。

## 勋略
| 骑士级 | 军官级 | 指挥官级 | 大军官级 | 大十字级 |